# كود كز
 كود كز  بالفارسية (روستای گَودگِز) قرية صغيرة تتبع لـالبلدة المركزية (بالفارسية: بخش مركزى ) من توابع مدينة بستك وتقع في محافظة هرمزگان في جنوب إيران. إحدى قرى « إقليم گودة»،
تقع على بعد 24 كيلومتراً في شمال مدينة بستك، خلف النهر المسمى بــ (رودخانه شور گوده)

## حدود قرية كود كز
حدود كود كز: من الشمال: كلويه، ومن الجنوب « مورد »، ومن الغرب « مردنو »، ومن الشرق تنتهي بـ مروا.

## السكان
يبلغ عدد سكان هذه القرية حسب تعداد السكان لعام 2006 للميلاد، (520) نسمه تشكل (120 عائلة)، من أهل السنة والجماعة وعلى المذهب الشافعي. يتكلون الفارسية باللهجة المحلية، لهم ثلاثة مساجد، ومدرسة مشتركة، وحوالي 18 بركة لحفظ مياه الأمطار إذا سالت الأودية. وشكبة المياه والكهرباء، والهاتف. معظم أهالي القرية يمتهنون الزراعة.

## وصلات خارجية
- التقسيمات الإدارية لمحافظة هرمزگان